# Championnat de France de football 1896
Navigation
Championnat 1895 Championnat 1897

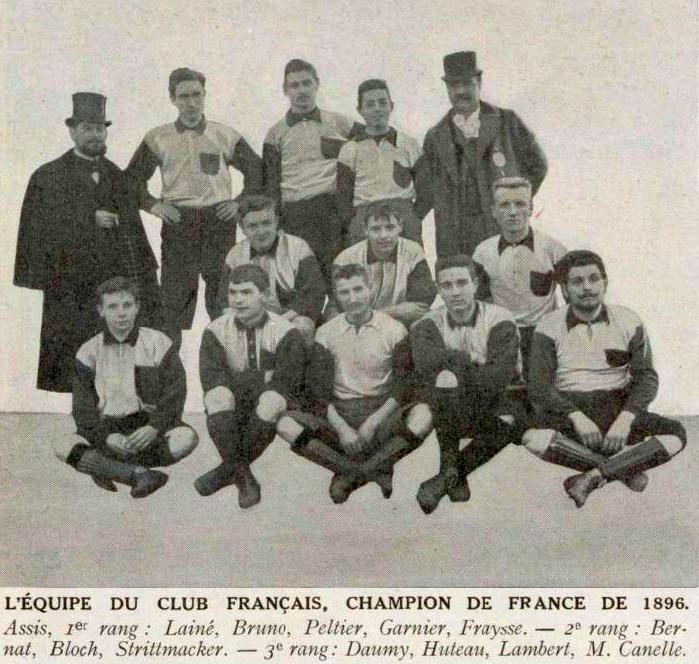
Le Club français, champion de France de football en 1896.

Le Championnat de France de football USFSA 1896 concerne uniquement Paris et sa proche banlieue où se tiennent des championnats de 1re série (9 clubs) et de 2e série (5 clubs plus trois réserves de clubs de 1re série).

## 1reSérie de Paris
| Rang | Équipe                | Pts | J | G | N | P | Bp | Bc | Diff  |
| ---- | --------------------- | --- | - | - | - | - | -- | -- | ----- |
| 1    | Club français         | 16  | 8 | 8 | 0 | 0 | 33 | 2  | 16,5  |
| 2    | White Rovers          | 14  | 8 | 7 | 0 | 1 | 36 | 6  | 6     |
| 3    | Standard AC           | 12  | 8 | 6 | 0 | 2 | 24 | 11 | 2,182 |
| 4    | FC Levallois          | 7   | 8 | 2 | 3 | 3 | 11 | 6  | 1,833 |
| 5    | CP Asnières           | 6   | 8 | 3 | 0 | 5 | 10 | 8  | 1,25  |
| 6    | Paris Star            | 6   | 8 | 2 | 2 | 4 | 4  | 12 | 0,333 |
| 7    | SC Neuilly            | 5   | 8 | 2 | 1 | 5 | 10 | 11 | 0,909 |
| 8    | United SC             | 4   | 8 | 2 | 0 | 6 | 12 | 20 | 0,6   |
| 9    | UA 1er arrondissement | 2   | 8 | 0 | 2 | 6 | 2  | 66 | 0,03  |

Le SC Neuilly est dissous à la fin de la saison.
Ce championnat débuté en janvier voit le triomphe du Club Français qui termine la saison invaincu. Le gardien de but du Club, Lucien Huteau, ne concéda que deux buts en huit matches : un face aux Rovers (victoire 4-1 le 23 février) et un face au Standard (victoire 4-1 le 15 mars). Le Club est sacré champion de France à l'issue du match contre le Standard, le 15 mars.
L'équipe type du Club Français qui évoluait en 2-3-5 était la suivante : Lucien Huteau, dans les buts, Daumy et Lambert à l'arrière, Strittmatter, Block et Bernat au milieu de terrain, et Eugène Fraysse (capitaine), Georges Garnier, Gaston Peltier, Bruno et Laisné à l'avant. Le Club Français remporte également le championnat des équipes secondes en restant invaincu tout le long de la saison.

## Sources
- (en) Frédéric Pauron, « France 1892-1919 : 1895/96 », sur rsssf.com, 24 avril 2004 (consulté le 16 octobre 2009)
- Calendrier du championnat de deuxième série